# いばらキッス

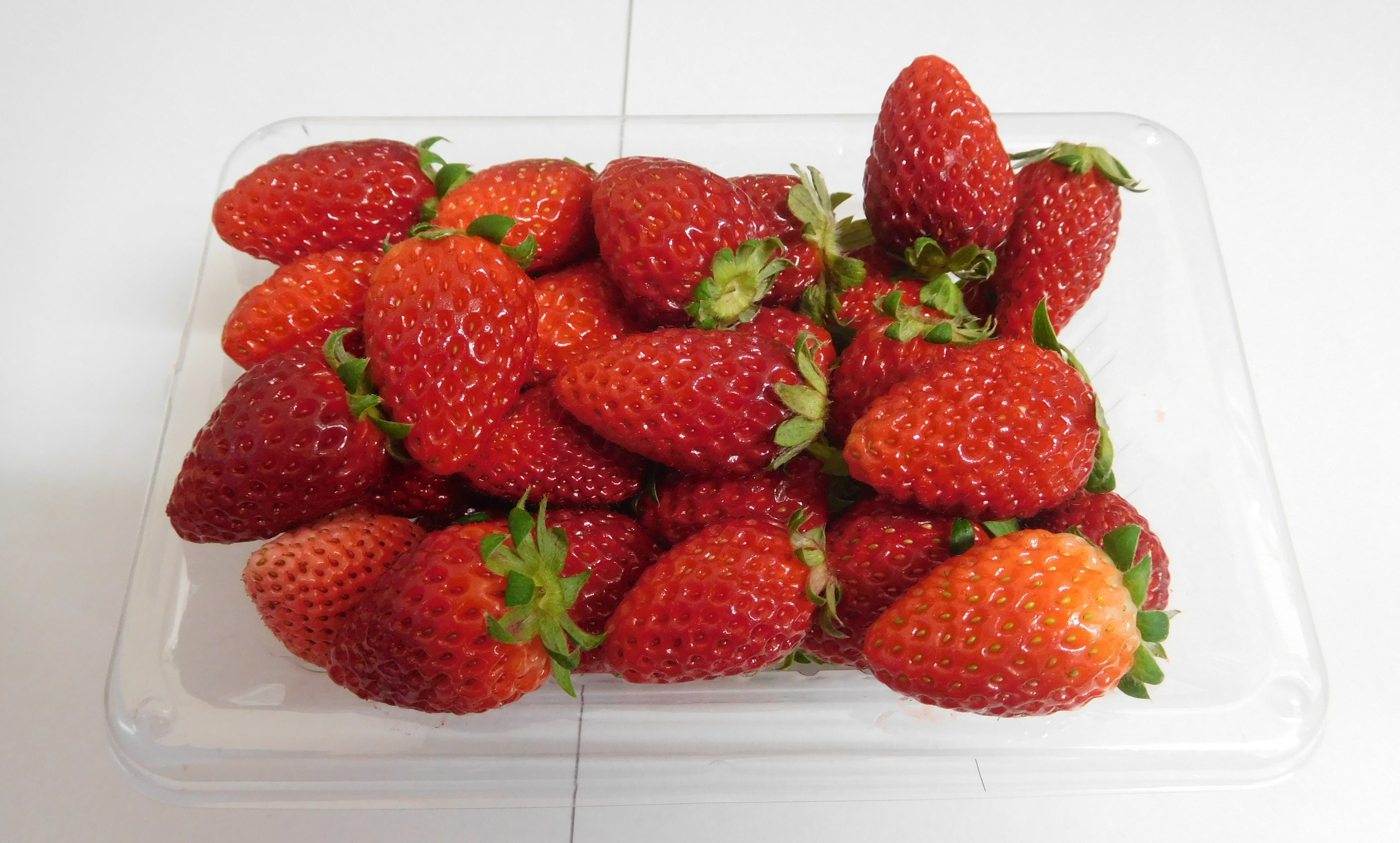
いばらキッスの例

いばらキッスは、日本・茨城県で育成されたイチゴの品種。

## 概要
茨城県のイチゴ栽培は日本8位と冬季の重要な野菜となっているが、栽培品種の大部分が栃木県育成のとちおとめであった。静岡県や群馬県など、県独自のイチゴ品種を育成して、ブランド化を行っている事例も多く、茨城県内のイチゴ産地の活性化を目的として品質が優れ、安定生産が可能なイチゴ品種を育成が企画された。
しかしながら、2021年時点では茨城県内のイチゴ生産農家に浸透しているとは言い難い状況で、例えば鉾田市のJAほこた苺部会でいばらキッスをメインとして作っている農家は1割で、変わらずとちおとめが主流である。

## 系統
とちおとめを種子親、ひたち1号（レッドパール×章姫）を花粉親とする交配組合せの中から、品質や食味に重点を置いた選抜を進めた系統「ひたち4号」を2012年12月28日に「いばらキッス」として登録を行っている。

## 特徴
とちおとめと比較した場合、以下の様な特徴がある。
- 外観は長めの円錐形で、果皮色は濃赤色で光沢が強い[1]。
- 果肉色は同様の鮮赤であるが、果心の色はより淡い[1]。
- 果実硬度はやや低く、糖度はより高く、酸度は同等[1]。
- 収量はやや多く、中休みが少ないため収穫期間を通して安定している[1]。
- 一果重はより大きく、乱形果の発生はより少ない[1]。
- 生産者評価では、果実の形状、食味が良い。草勢は強いが、収穫始期がやや遅く、果実の硬さがやや軟らかい[1]。
- 炭そ病の発生がやや多い傾向が見られる[1]。